# Øresund (dokumentarfilm)
Øresund er en dansk dokumentarfilm fra 2003 instrueret af Steen Herdel efter eget manuskript.

## Handling
"»Øresund« er en musikalsk billedfortælling, der bevæger sig frit ved overfladen af Øresund, men også bringer os under vand og op på land. Det er stemninger i lys og bevælgelse, der beskriver kærligheden til elementernes og naturens samspil. Filmen har ingen handling, men tager os med på eventyr og finder det, vi ikke selv får øje på. Det er reallyde og musik. Hvert billede er et kunstværk, hvor lyset er hovedpersonen, et naturalistisk og lyrisk udtryk, der forbinder, nedbryder og opbygger gamle og nye traditioner indenfor film og billedkunst."